# Kodjo Amétépé
Kodjo Amétépé (ur. 18 grudnia 1986 w Adidogome) – piłkarz togijski grający na pozycji pomocnika.

## Kariera klubowa
Swoją karierę piłkarską Amétépé rozpoczął w klubie Maranatha FC. W jego barwach zadebiutował w togijskiej Première Division. W 2006 i 2009 roku wywalczył z nim dwa tytuły mistrza Togo.
W 2012 roku Amétépé został zawodnikiem gabońskiego CF Mounana. W 2015 wrócił do Maranthy. W 2020 zakończył w nim swoją karierę.

## Kariera reprezentacyjna
W reprezentacji Togo Amétépé zadebiutował w 2011 roku. W 2013 roku został powołany do kadry Togo na Puchar Narodów Afryki 2013. Od 2011 do 2013 rozegrał w kadrze narodowej 3 mecze.